# Hedvig Elisabeth Charlotte af Slesvig-Holsten-Gottorp
Prinsesse Hedvig Elisabeth Charlotta af Slesvig-Holsten-Gottorp (tysk: Hedwig Elisabeth Charlotte; svensk: Hedvig Elisabet Charlotta; 22. marts 1759 — 20. juni 1818) var dronning af Sverige fra 1809 til 1818 og af Norge fra 1814 til 1818.
Hun var datter af prins Frederik August af Slesvig-Holsten-Gottorp, fyrstbiskop af Lübeck (senere hertug Frederik August 1. af Oldenburg) og Ulrikke Frederikke Vilhelmine af Hessen-Kassel. I 1774 blev hun gift med den svenske prins Karl (den senere Karl 13. af Sverige). De fik en søn Prins Karl Adolf, hertug af Värmland, i 1798, men han døde senere samme år.